# Ferdinand von Lütgendorff-Leinburg

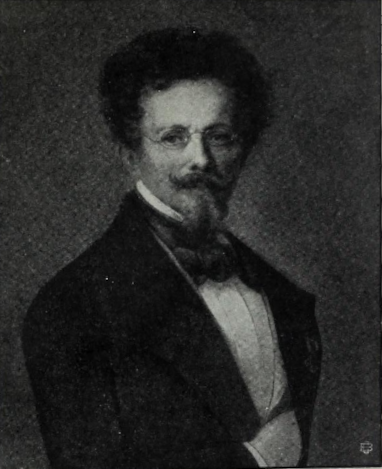
Ferdinand Freiherr von Lütgendorff-Leinburg

Ferdinand Freiherr von Lütgendorff-Leinburg (* 24. Januar 1785 in Würzburg; † 28. April 1858 ebenda) war ein Maler und Grafiker.

## Leben
Ferdinand von Lütgendorff entstammte einer Familie, die vielleicht ursprünglich aus Westfalen stammte, deren Stammreihe aber im 17. Jahrhundert in Franken in und um Würzburg begann. Er selbst wurde am 24. Januar 1785 als Sohn des Offiziers Carl Friedrich August von Lütgendorff (1746–1809) in Würzburg geboren. Er wählte, anders als in Adelskreisen üblich, nicht den Offiziersberuf oder eine Verwaltungslaufbahn, sondern entschied sich für eine Künstlerkarriere. Er ging deshalb nach München und studierte dort von 1801 bis 1803 bei Seidel und Hanberg Malerei und grafisches Zeichnen. 1803 ging er dann nach Wien, wo er seine Ausbildung bis 1810 bei Heinrich Friedrich Füger fortsetzte. 1810 bis 1812 war er in Rorschach und St. Gallen tätig.
1813 ging von Lütgendorff nach Böhmen und ließ sich in Karlsbad als freischaffender Maler und Grafiker nieder. Dort und in Prag lebte er bis 1822. Seine Aufträge erhielt er vor allem von böhmischen Adligen, die er porträtierte, so dass er bald einen guten Ruf als Porträtist erlangte. Von 1824 bis 1840 lebte er in Preßburg, wo er 1836 eine private Malschule gründete. Darüber hinaus wandte er sich zusätzlich vermehrt religiösen Sujets zu. Er malte nun häufig Altarbilder – vor allem im Barock-Stil – während seine weltlichen Bilder im üblichen Stil des 2. Quartals des 19. Jahrhunderts gemalt wurden.
Am 28. April 1858 starb er in Würzburg. Der Schriftsteller Otto Gottfried von Lütgendorff-Leinburg war sein Sohn.

## Ausgewählte Werke
- Altarbild in der Ladislaus-Kirche in Preßburg, 1830
- Ausmalung der Johannkapelle der Franziskanerkirche in Preßburg, 1838
- Ausmalung der Kirche in Schemnitz

Von Lütgendorff war auch ein sehr produktiver Grafiker. So erschienen von ihm etliche grafische Sammelbände, etwa das Album de la noblesse, 1820, der Magyarische Pantheon, 1830.
Zahlreiche seiner Bilder, Zeichnungen und Grafiken befinden sich heute in der Nationalgalerie und im städtischen Museum in Prag sowie in der Städtischen Galerie in Preßburg.